# Марион (округ, Техас)
Округ Марион (англ. Marion county) — округ штата Техас Соединённых Штатов Америки. На 2000 год в нем проживало 10 941 человек. По оценке бюро переписи населения США в 2009 году население округа составляло 10 306 человек. Окружным центром является город Джефферсон.

## История
Округ Марион был сформирован в 1860 году. Он был назван в честь Фрэнсиса Мэриона, генерала в войне за независимость США.

## География
По данным бюро переписи населения США площадь округа Марион составляет 1089 км², из которых 987 км² — суша, а 102 км² — водная поверхность (9,31 %). В южной части округа расположено (частично на территории округа) озеро Каддо, широко известное своим кипарисовым лесом, одним из крупнейших на планете.

### Основные шоссе
- Шоссе 59
- Автострада 43
- Автострада 49
- Автострада 155

### Соседние округа
- Касс (север)
- Каддо, Луизиана (восток)
- Гаррисон (юг)
- Апшер (запад)
- Моррис (северо-запад)